# Roger Carter
Roger Carter (Sandusky (Ohio), 28 oktober 1961) is een Amerikaans dartsspeler. Zijn bijnaam luidt Taz.
Carter nam midden jaren 90 viermaal deel aan het BDO Wereldkampioenschap Darts en driemaal aan de Winmau World Masters. In 1997 bereikte hij op de Embassy de kwartfinales door Martin Adams en John Part te verslaan. Daarin dolf hij met 4-3 het onderspit tegen de latere finalist Marshall James.
Vlak voor de millenniumwisseling besloot de Amerikaan zijn pijlen vanwege een gebrek aan inkomsten op te bergen. Nadat de prijzengelden de afgelopen jaren echter sterk zijn toegenomen kwam Carter terug op deze beslissing. Vanaf begin 2007 nam hij weer volop deel in het dartscircuit. Dit resulteerde in onder meer een derde rondeplaats op het UK Open.

## Resultaten op Wereldkampioenschappen

### BDO
- 1996: Laatste 32 (verloren vs. Geoff Wylie 1-3)
- 1997: kwartfinale (verloren vs. Marshall James 3-4)
- 1998: Laatste 16 (verloren vs. Roland Scholten 1-3)
- 1999: Laatste 32 (verloren vs. Ted Hankey 1-3)

### WDF

#### World Cup
- 1995: Halve finale (verloren van Eric Burden met 0-4)
- 1997: Laatste 16 (verloren van Marshall James met 2-4)